# Tenões
Tenões é uma povoação portuguesa do Município de Braga que foi sede da extinta Freguesia de Tenões, freguesia que tinha 1,67 km² de área e 1 380 habitantes (2011), e, por isso, uma densidade populacional de 826,3 hab/km².
A Freguesia de Tenões foi extinta em 2013, no âmbito de uma reforma administrativa nacional, tendo sido agregada à Freguesia de Nogueiró, para formar uma nova freguesia denominada União das Freguesias de Nogueiró e Tenões com a sede em Nogueiró.

## População
| População da freguesia de Tenões (1864 – 2011) | População da freguesia de Tenões (1864 – 2011) | População da freguesia de Tenões (1864 – 2011) | População da freguesia de Tenões (1864 – 2011) | População da freguesia de Tenões (1864 – 2011) | População da freguesia de Tenões (1864 – 2011) | População da freguesia de Tenões (1864 – 2011) | População da freguesia de Tenões (1864 – 2011) | População da freguesia de Tenões (1864 – 2011) | População da freguesia de Tenões (1864 – 2011) | População da freguesia de Tenões (1864 – 2011) | População da freguesia de Tenões (1864 – 2011) | População da freguesia de Tenões (1864 – 2011) | População da freguesia de Tenões (1864 – 2011) | População da freguesia de Tenões (1864 – 2011) |
| ---------------------------------------------- | ---------------------------------------------- | ---------------------------------------------- | ---------------------------------------------- | ---------------------------------------------- | ---------------------------------------------- | ---------------------------------------------- | ---------------------------------------------- | ---------------------------------------------- | ---------------------------------------------- | ---------------------------------------------- | ---------------------------------------------- | ---------------------------------------------- | ---------------------------------------------- | ---------------------------------------------- |
| 1864                                           | 1878                                           | 1890                                           | 1900                                           | 1911                                           | 1920                                           | 1930                                           | 1940                                           | 1950                                           | 1960                                           | 1970                                           | 1981                                           | 1991                                           | 2001                                           | 2011                                           |
| 417                                            | 421                                            | 536                                            | 547                                            | 621                                            | 738                                            | 788                                            | 803                                            | 941                                            | 1 078                                          | 928                                            | 949                                            | 867                                            | 1 067                                          | 1 380                                          |

## Património
- Santuário do Bom Jesus do Monte
- Igreja de Santa Eulália (Tenões) ou Igreja Paroquial de Tenões
- Elevador do Bom Jesus